# From the Bottom of My Broken Heart
From the Bottom of My Broken Heart är den femte och sista singeln från Britney Spears debutalbum ...Baby One More Time. Låten var skriven och producerad av Eric Foster White och är en av få av Spears singlar som inte var med på Greatest Hits: My Prerogative av en okänd anledning.